# Willfried Feuser
Willfried Franziskus Feuser (* 1928 in Krefeld; † 28. Februar 2000 in Port Harcourt) war ein deutscher Literaturwissenschaftler.

## Leben
Feuser studierte Literaturwissenschaft (Anglistik und Romanistik) an der Universität Würzburg. Nach der Promotion im Jahr 1960 an der Albert-Ludwigs-Universität Freiburg lehrte er in Nigeria (Dozent für Neuere Sprachen an der University of Ibadan, 1968–1977 Inhaber des Lehrstuhls für Französisch und Vergleichende Literaturwissenschaft an der University of Ife, bis 1992 Dekan an der University of Port-Harcourt).

## Schriften (Auswahl)
- Das Verhältnis von Individuum und sozialer Umwelt in der Darstellung amerikanischer Negerschriftsteller 1930–1959. Freiburg im Breisgau 1960, OCLC 73972996.
- Aspectos da literatura do mundo negro. Salvador 1969, OCLC 431560037.

## Nachlass
Der Nachlass Willfried Feusers wurde zusammen mit dem seines Sohnes Peter im März 2004 dem Kreisarchiv Viersen übergeben und 2006/2007 mit zwei weiteren Abgaben ergänzt. Der Nachlass ist verzeichnet und online recherchierbar.